# Viaje iniciático

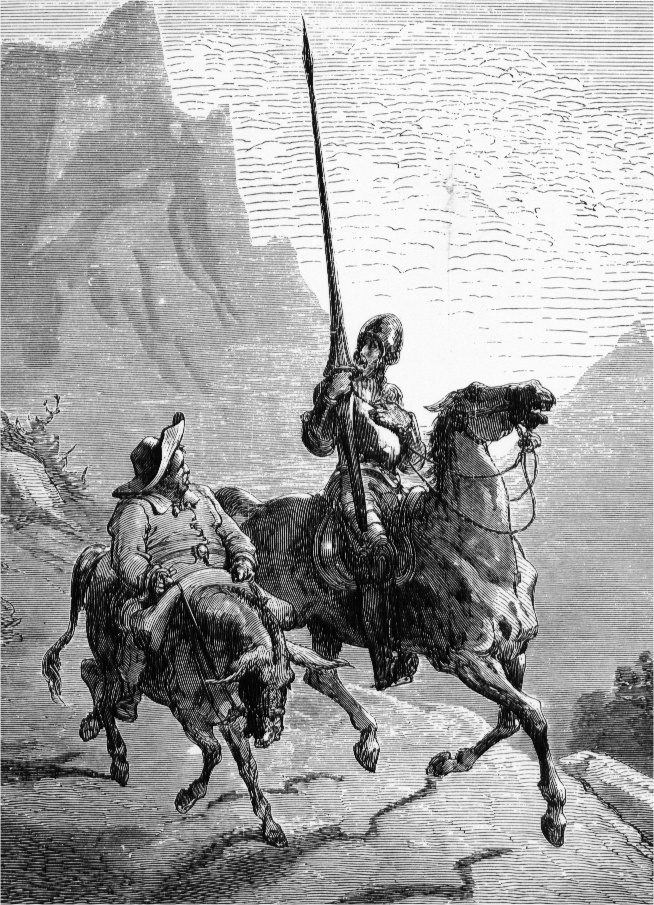
Don Quijote protagoniza un viaje iniciático.

Un viaje iniciático es una historia, cuento y en diversa instancia, una experiencia, en la que un individuo se encuentra en situaciones hostiles o adversas que harán que su personalidad cambie, después de que toma conciencia de sí mismo, de la realidad externa o de poseer una misión en la vida, y ve modificado su carácter, espíritu o experiencia para lograr una mejora en su persona, después de lograr superar una serie de situaciones difíciles. Este tipo de experiencias son muy comunes en cuentos y películas populares en las que el personaje principal se enfrenta en diversas peripecias que, una vez superadas, le permitirán concluir su misión.
En la astrología, este término hace referencia a aquel viaje que conduce al individuo a la iniciación. Quienes creen en estas doctrinas declaran que estos viajes siempre tienen un horizonte, una meta, y que sus etapas están bien delimitadas (codificadas): separación - transición - incorporación. Son ritos de pasaje.
Una tercera definición de este término lo ve como un viaje de conocimiento en el que una persona desconoce algún lugar y a través de un viaje iniciático, lo descubre.

## En la cultura popular
Los antecedentes más lejanos de viajes iniciáticos provienen de la más remota antigüedad y aún persisten en algunas culturas que han conservado la costumbre de realizar una serie de ritos iniciáticos que servían, y todavía sirven, al individuo para obtener la categoría o el estatus deseados. Entre las culturas que todavía conservan estos ritos se encuentran una multitud de tribus primitivas cuyos miembros púberes deben pasar a la madurez de esta manera, tribus urbanas, algunas sectas religiosas, sociedades esotéricas (francmasonería) e incluso sociedades mafiosas que imponen algún tipo de prueba para entrar. En la sociedad occidentalperdura en forma de novatada.[cita requerida]

## Viajes iniciáticos en la literatura
La literatura universal posee numerosos ejemplos, dado lo fácil que es narrar el propósito del viaje iniciático: cambiar la perspectiva vital del protagonista. Este cambio no solo afecta al modo de ver los acontecimientos exteriores sino que también cambia al protagonista: la Odisea de Homero puede ser considerada como el primer viaje iniciático de la historia. Ante el desafío de Ulises u Odiseo a los dioses, Poseidón le condena a viajar por los mares. Al acabar la epopeya, Poseidón le recuerda a Ulises que inteligencia no es lo mismo que sabiduría. Sin duda el ejemplo español más conocido es El Quijote, de Miguel de Cervantes y Saavedra. Además de otras como El hobbit, de J. R. R. Tolkien. Dentro de la ciencia ficción y la literatura de fantasía hay una gran cantidad de ejemplos interesantes como Dune, de Frank Herbert, o la más reciente, Hyperion, de Dan Simmons, son solo unas pocas obras organizadas como un viaje iniciático.[cita requerida]
Tanto la novela como la película 2001, Una odisea al espacio (de Arthur C. Clarke y de Stanley Kubrick, respectivamente) tienen un final curioso. El protagonista sufre un viaje iniciático de calibre tal que al final del mismo trasciende de su humanidad para convertirse en un igual a los Grandes Galácticos que insuflaron la inteligencia en la especie humana.
También relata un viaje iniciático la novela Floriran roselles (Un viatge a Terradepau), ópera prima del escritor catalán Marcel·lí Mora. En la obra, el príncipe Almaric emprende un fabuloso viaje en búsqueda del legendario reino de Terradepau. En su aventura, lo acompaña Bartomeva, una tortuga que habla, y el inspirador Còdex dels Venerables. Juntos hacen camino a través de reinos míticos que simbolizan aquello que conviene superar para alcanzar la verdadera paz: el engaño, la rabia, la duda y la tristeza. En la obra, la amapola representa la belleza, la humildad y la firmeza.
La novela de Sánchez Dragó El camino del corazón describe un viaje iniciático a través de Oriente, tras el cual el protagonista cambiará su forma de ver la vida.[cita requerida]
La ópera La flauta mágica, de Wolfgang Amadeus Mozart, presenta el viaje iniciático de Tamino, en busca de Pamina, y de Papageno, en busca de Papagena, que no es sino la vía de una profunda transformación interior, superando los escollos, los miedos, las adversidades.[cita requerida]

## Viaje iniciático en astrología y tarot
Según la astrología, y más en específico, la lectura del tarot, este tipo de viajes siempre tienen un horizonte y una meta, y sus etapas están bien delimitadas (codificadas): separación - transición - incorporación. Son ritos de pasaje. El viajero parte huyendo de algo o de alguien, o buscando algo o a alguien, vive una serie de experiencias, mediante las cuales debería ir adquiriendo conocimiento, y finalmente regresa. En este sentido, el tarot es un viaje iniciático.